# Балыклы (Башкортостан)
Балыклы (баш. Балыҡлы) — село в Федоровском районе Башкортостана. Административный центр Балыклинского сельсовета.

## География
Расстояние до:
- районного центра (Фёдоровка): 15 км,
- ближайшей ж/д станции (Мелеуз): 51 км.

## История
В «Списке населенных мест по сведениям 1870 года», изданном в 1877 году, населённый пункт упомянут как деревня Балыклы 4-го стана Стерлитамакского уезда Уфимской губернии. Располагалась при речке Балыкле, в 75 верстах от уездного города Стерлитамака и в 52 верстах от становой квартиры в селе Васильевское (Бондаревка). В деревне, в 86 дворах жили 221 человек (111 мужчин и 110 женщин, татары), были 2 мечети, училище. Жители занимались земледелием, скотоводством, пчеловодством, плетением лаптей.

## Население
| 2002 | 2009 | 2010 |
| ---- | ---- | ---- |
| 754  | →754 | ↘677 |

Национальный состав
Согласно переписи 2002 года, преобладающая национальность — татары (94 %).

## Религия
В селе есть мечеть.